# Abaucourt-Hautecourt
Abaucourt-Hautecourt je francouzská obec, která se nachází v departementu Meuse, v regionu Grand Est. Obec má rozlohu 9,68 km². V obci žije asi 100 obyvatel, tudíž je hustota zalidnění okolo 10 obyv./km².